# BAC Three-Eleven
BAC Three-Eleven (BAC 3-11) – niezrealizowany projekt brytyjskiego, szerokokadłubowego samolotu pasażerskiego będącego zmodyfikowaną i powiększoną wersją wcześniejszej konstrukcji firmy British Aircraft Corporation, samolotu BAC One-Eleven.

## Historia
BAC 3-11 miał być szerokokadłubowym rozwinięciem udanego konstrukcyjnie i komercyjnie samolot BAC One-Eleven. Na początku lat 70. XX wieku, brytyjscy konserwatyści po wygraniu wyborów i utworzeniu rządu zaczęli wspierać idee budowy nowego samolotu przez British Aircraft Corporation. Poprzedni laburzystowski rząd nie był zainteresowany nową maszyną, zwłaszcza że w 1967 roku podpisał porozumienie o dofinansowaniu rozwoju i budowy nowych europejskich samolotów pasażerskich, zdolnych do transportowania 100 lub więcej pasażerów na krótkich i średnich dystansach, które miały konkurować z amerykańskimi maszynami. Projekt określano mianem "Airbus". Ze strony Brytyjczyków w projekcie wziął udział Hawker Siddeley. W toku dalszych ustaleń 18 grudnia 1970 roku powołano do życia spółkę Airbus, której pierwszym samolotem miał być Airbus A300. Przychylny wobec nowego projektu British Aircraft był również Rolls-Royce, który liczył na zamówienia na swoje silniki RB207 do Airbus A300, jednak aby zachęcić potencjalnych odbiorców ze Stanów Zjednoczonych, konsorcjum Airbusa do napędu nowych samolotów wybrało silniki General Electric CF6. Zaniepokojony taki obrotem sprawy rząd brytyjski oraz Rolls-Royce zaczęli wspierać projekt BAC 3-11. Z budowy A300 nie wycofał się natomiast Hawker Siddeley, który pozostał głównym wykonawcą skrzydeł dla tej maszyny. W zaistniałej sytuacji rządy Francji i Niemiec, pozostałych partnerów w konsorcjum Airbusa zaczęły naciskać na rząd Wielkiej Brytanii, aby nie finansował konkurencyjnego względem A300 samolotu. Podobne naciski wywierane były również z drugiej strony Atlantyku, gdyż Amerykanie niechętnym okiem patrzyli na rządową pomoc dla wytwórni lotniczych. Biorąc pod uwagę rachunek zysków, czyli brytyjski udział Hawker Siddeleya w produkcji Airbusa A300 i strat, czyli nadszarpnięcie stosunków pomiędzy wyspiarzami a ich kontynentalnymi partnerami Francją i Niemcami oraz tradycyjnym sojusznikiem, Ameryką, Brytyjczycy wycofali się z rządowego finansowania projektu British Aircraft Corporation i w 1971 roku projekt BAC Three-Eleven został odłożony do archiwum.